# Амгино-Нахаринский наслег
Амгино-Нахаринский наслег — сельское поселение в Амгинском улусе Якутии Российской Федерации.
Административный центр — село Оннёс.

## История
Статус и границы сельского поселения установлены Законом Республики Саха (Якутия) от 30 ноября 2004 года N 173-З N 353-III «Об установлении границ и о наделении статусом городского и сельского поселений муниципальных образований Республики Саха (Якутия)»

## Население
| 2002 | 2010 | 2011 | 2012 | 2013 | 2014 | 2015 |
| ---- | ---- | ---- | ---- | ---- | ---- | ---- |
| 646  | ↘628 | ↘627 | ↘616 | ↗619 | →619 | ↗625 |
| 2016 | 2017 | 2018 | 2019 | 2020 | 2021 |      |
| ↗633 | ↘626 | ↘617 | ↘612 | ↗615 | ↗622 |      |

## Состав сельского поселения
| № | Населённый пункт | Тип населённого пункта       | Население |
| - | ---------------- | ---------------------------- | --------- |
| 1 | Ефремово         | посёлок                      | ↘4        |
| 2 | Оннёс            | село, административный центр | ↗590      |
| 3 | Тегюльтя         | посёлок                      | ↘12       |